# Европейская организация налоговых администраций
Европейская организация налоговых администраций (анг. The Intra-European Organization of Tax Administration, IOTA) — межправительственная международная организация, основанная на членстве налоговых администраций.

## История
1995 год
По инициативе Международного валютного фонда проводятся две Конференции налоговых администраций стран Центральной и Восточной Европы и стран Балтии (далее – Конференция налоговых администраций). В ходе 2-й Конференции налоговых администраций 15 стран принимают резолюцию, выражающую их заинтересованность к созданию постоянно действующей организации налоговых администраторов.
1996 год
Проводится 3-я Конференция налоговых администраций, в ходе которой налоговые администрации 7 государств (Венгерская Республика, Латвийская Республика, Литовская Республика, Республика Болгария, Республика Польша, Словацкая Республика и Чешская Республика) принимают решение об образовании Европейской организации налоговых администраций (далее – ЕОНА).
1997 – 1999 годы
Количество членов ЕОНА увеличивается до 22.
2000 год
ЕОНА и Организация экономического сотрудничества и развития (далее – ОЭСР) подписывают меморандум о взаимопонимании.
Количество членов ЕОНА увеличивается до 24.
2001 – 2004 годы
Количество членов ЕОНА увеличивается до 37.
2005 год
ЕОНА и ОЭСР подписывают новый меморандум о взаимопонимании.
2006 год
Служба внутренних доходов (Соединённые Штаты Америки) прекращает своё членство в ЕОНА.
Количество членов ЕОНА увеличивается до 38.
ЕОНА и Межамериканский центр налоговой администрации подписывают меморандум о взаимопонимании.
ЕОНА и Европейская комиссия подписывают меморандум о взаимопонимании.
2007-2008 годы
Количество членов ЕОНА увеличивается до 43.
2011 год
Федеральная налоговая служба становится постоянным членом IOTA с 1 января 2011 года.

## Членство
Членом ЕОНА может быть только налоговая администрация.
У ЕОНА существует два вида членства – полноправное членство и ассоциированное членство.
Полноправным членом ЕОНА может быть налоговая администрация страны, официально признанной Организацией Объединённых Наций (далее – ООН), расположенной в европейском регионе, включающем государства вокруг Чёрного моря и государства в западной части Каспийского моря, начиная с Азербайджанской Республики и Республики Армения на юге и заканчивая Российской Федерацией на севере.
Ассоциированным членом ЕОНА может быть налоговая администрация страны, официально признанной ООН, расположенной за пределами европейского региона.
Полноправными членами ЕОНА являются налоговые администрации Австрийской Республики, Боснии и Герцеговины, Бывшей Югославской Республики Македонии, Великого Герцогства Люксембург, Венгрии, Греческой Республики, Грузии, Ирландии, Итальянской Республики, Королевства Испания, Королевства Нидерландов, Королевства Норвегия, Королевства Швеция, Латвийской Республики, Литовской Республики, Королевства Бельгии, Королевства Дания, Португальской Республики, Республики Азербайджан, Республики Албании, Республики Беларусь, Республики Болгарии, Республики Исландия, Республики Казахстан, Республики Кипр, Республики Мальта, Республики Молдова, Республики Польша, Республики Сербии, Республики Сербской (Босния и Герцеговина), Республики Словении, Республики Хорватии, Республики Черногории, Румынии, Соединенного Королевства Великобритании и Северной Ирландии, Федеративной Республики Германия, Словацкой Республики, Украины, Финляндской Республики, Французской Республики, Чешской Республики, Швейцарской Конфедерации и Эстонской Республики. Всего полноправными членами ЕОНА являются 43 налоговые администрации.
Единственным ассоциированным членом ЕОНА является налоговая администрация Иорданского Хашимитского Королевства.
Российская Федерация становится постоянным членом IOTA с 1 января 2011 года.

## Штаб-квартира
Штаб-квартира ЕОНА расположена в Будапеште (Венгрия).

## Мандат
Мандат ЕОНА является постоянным. В соответствии с ним ЕОНА:
-предоставляет форум для обсуждения практических проблем налоговых администраций;
-укрепляет сотрудничество между налоговыми администрациями европейского региона;
-поддерживает развитие налоговых администраций исходя из их индивидуальных потребностей;
-содействует налоговым администрациям в перенимании наилучшей практики налогового администрирования.

## Структура
ЕОНА имеет жесткую структуру, образуемую тремя статутными органами – Генеральной ассамблеей, Исполнительным советом и Секретариатом.
Для содействия Исполнительному совету и Секретариату в структуре ЕОНА могут образовываться технические органы.

## Руководство
Генеральная ассамблея и Исполнительный совет возглавляются президентом ЕОНА. 
Секретариат возглавляется Исполнительным секретарем ЕОНА. Текущим Исполнительным секретарем ЕОНА является господин Марек Валенджик.
Президенты: 
- Жан-Марк Дельпорт (Бельгия)
- Ференц Вагуйхели (Венгрия) (2023—2024)
- Орхан Назарли (2024—2025)[1]

## Рабочий язык
Рабочим языком ЕОНА является английский язык.

## Деятельность
ЕОНА, в частности:
-предоставляет сервис кооперативной технической помощи, запрашиваемой членами ЕОНА, подготавливает и выпускает итоговые доклады;
-проводит образовательные семинары для членов ЕОНА, в ходе которых разбираются отдельные проблемы налогового администрирования и налогообложения (трансфертное ценообразование, налогообложение финансовых инструментов, мошенничество с НДС, применение налоговых соглашений, взимание налогов, налоговые расследования, риск-менеджмент в сфере взимания налогов, электронные средства и техники проверок, роль средств массовой информации и их отношения с налоговой администрацией и др.);
-предоставляет площадку для встреч групп членов ЕОНА (группа по просвещению налогоплательщиков и услугам, предоставляемым налогоплательщикам, группа по режиму крупных налогоплательщиков и их проверкам, группа по выявлению и предотвращению мошенничества с НДС, группа по режиму специфических отраслей – строительной отрасли), обсуждающих вопросы, связанные с определенными практическими аспектами налогового администрирования (использование колл-центров налоговыми администрациями, электронные налоговые декларации и другие электронные сервисы, консультирование налогоплательщиков и другие просветительские инициативы, обмен информацией, налоговые гавани, схемы уклонения от налогов, схемы избежания налогов и мн. др.);
-предоставляет площадку для деятельности рабочих групп, исследующих отдельные проблемы налогового администрирования и налогообложения, и выпускает подготовленные ими итоговые документы – доклады (налоговое образование для молодых, ПиАр и маркетинг в деятельности налоговых администраций и мн. др.) и справочники по наилучшей практике;
-издает ежеквартальный журнал Tax Tribune (выпускается с 1998 года);
-проводит административные мероприятия (заседания Генеральной ассамблеи, встречи Исполнительного комитета и форумы представителей членов ЕОНА) и публикует итоговые доклады.